# ブラック・トム大爆発
ブラック・トム大爆発（ブラック・トムだいばくはつ、英: Black Tom explosion）は、1916年7月30日にアメリカ合衆国ニュージャージー州ジャージーシティで発生した爆破事件である。軍需物資が第一次世界大戦の連合国側諸国に輸送されるのを阻止するため、ドイツ帝国の諜報員がアメリカ合衆国の弾薬供給に対して行った破壊活動であった。

## 爆発以前のブラック・トム島
「ブラック・トム」は当初リバティー島に隣接した、ニューヨーク港の島の名前であった。島の名前は、かつてトムという名の浅黒い漁師が長年住んでいたという伝承に基づく。1880年までには歩道と鉄道が本土と接続し、島には輸送倉庫が築かれた。1905年-1916年に、島と歩道を所有するリーハイ・バレー鉄道は島を埋め立てによって拡張した。この区域は連邦政府のドックと倉庫会社のために、倉庫だけでなく、発着場を配置した1マイル（約1.61km）の桟橋を含有した。
ブラック・トムは北東部で製造される軍需物資の主要な発着所であった。英国海軍による同盟国の海上封鎖以前は、アメリカの産業は、相手がどんな買い手であっても資材を売ることが出来た。しかし封鎖後は連合国側が唯一の顧客となった。
7月30日の夜の時点で、200万ポンド（約900,000kg）の弾薬が発着所の貨車の中に保管され、ジョンソン17号はしけの上に10万ポンド（約45,000kg）のTNT火薬などが、イギリスとフランスへの出荷品として用意されていた。それはテロリストにとっても魅力的な目標であった。
後のジャージーシティ市長であり、当時の公共安全委員会委員長であったフランク・ハーグは、はしけが「25ドル（現代の価値で488ドル）の移動料金を節約するためにブラック・トムに係留された」と述べた。

## 爆発

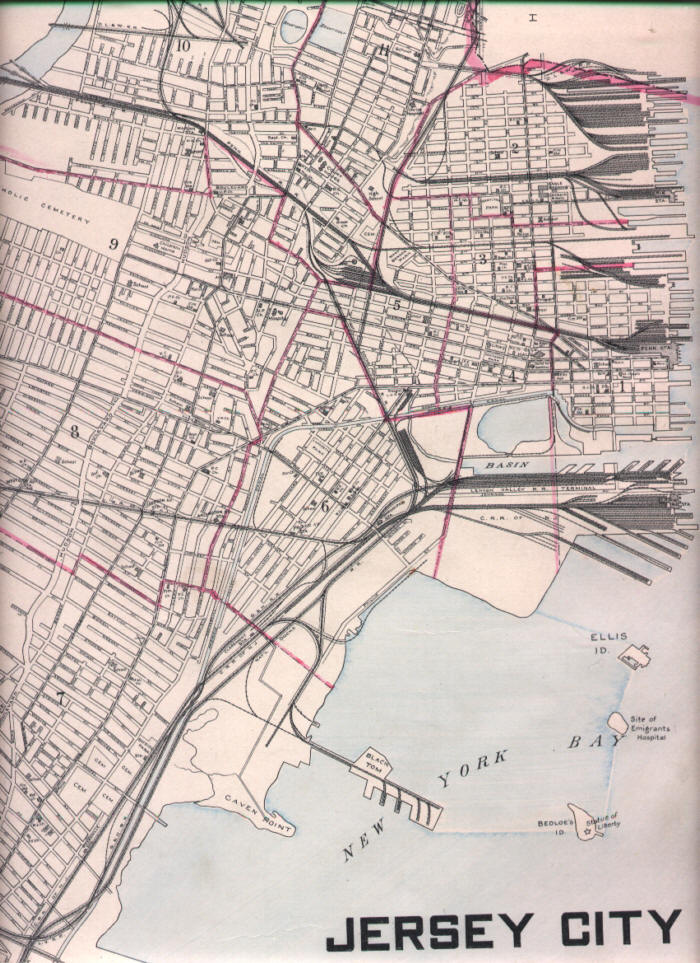
1905年のブラック・トム周辺地図

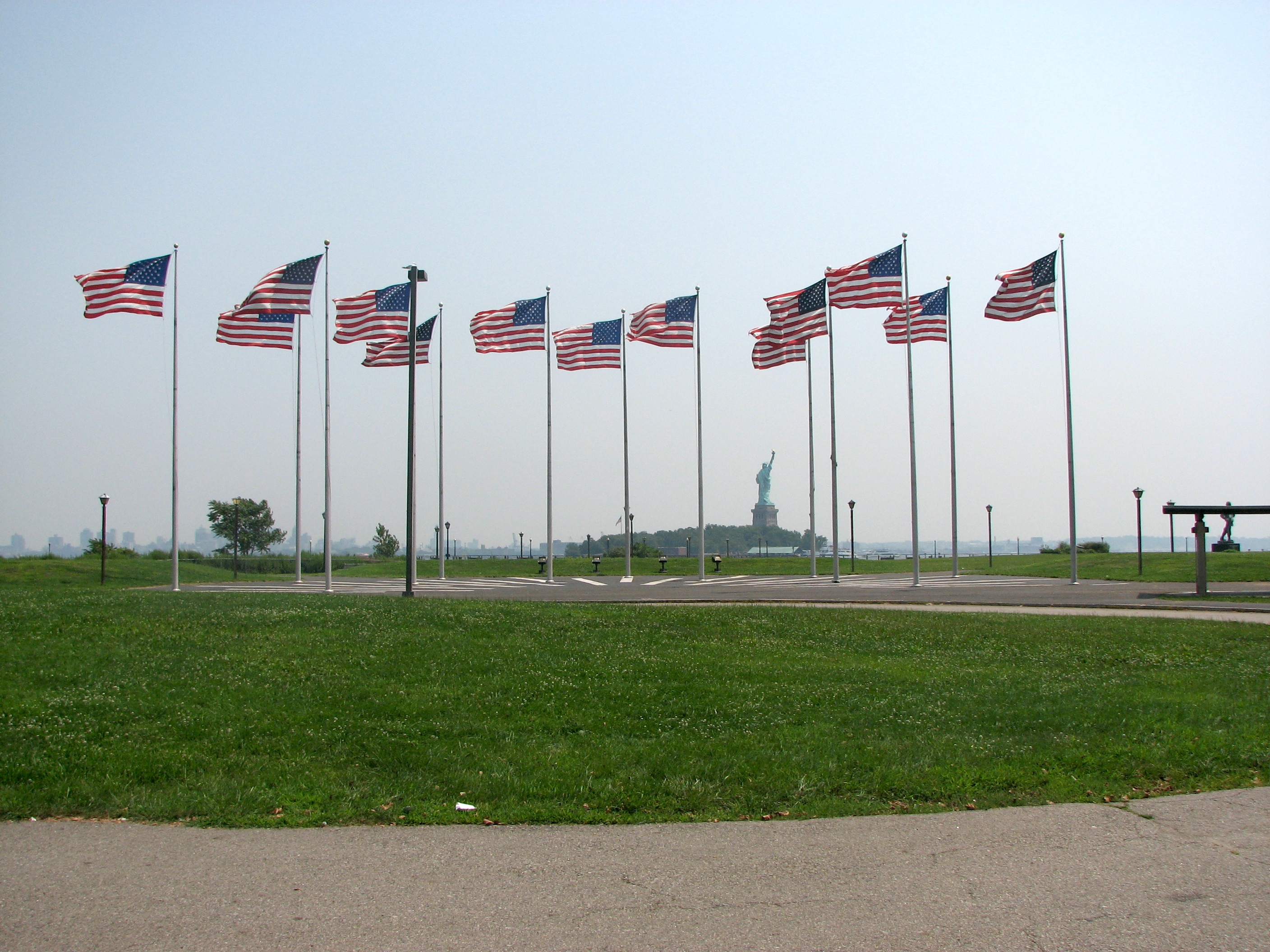
爆発地点からの自由の女神の眺め。爆発は像に100,000ドル（2009年換算で1,952,000ドル相当）の被害をもたらした。

1916年7月30日の真夜中過ぎ、複数の火災が桟橋の上で発生した。一部の守衛は爆発を恐れて逃げ出したが、残った者達は火災を食い止めようと踏み留まった。彼らは後に「ジャージーシティ消防隊」と呼ばれるようになる。
2時8分、爆発が発生した。爆発によって金属片が広範囲に飛散し、一部は自由の女神に達したほか、1マイル以上離れているジャージーシティの商業地区・ジャーナルスクエアにも達し、地元紙ジャージージャーナルの時計台の時計を2時12分で止めた。地震波の規模はマグニチュード5.0 - 5.5を計測した。地震波は遠くフィラデルフィアまで達し、25マイル離れた地点の窓が割れたり、近隣のマンハッタン南西部では数千枚のガラスが割れるなどし、タイムズスクエアのいくつかの窓は完全に粉砕された。ジャージーシティの市役所の壁にはひびが入り、ブルックリン橋は衝撃で揺れた。メリーランド州の人々は目を覚まし、それが地震であると勘違いしたほどであった。その後も小規模な爆発が、何時間にもわたって発生し続けた。
爆発による被害総額は2,000万ドル（2009年における3億9,000万ドル相当）と推定されている。自由の女神の被害額は10万ドル（2009年における195万2,000ドル相当）とされ、それにはスカートとトーチの損害も含まれている。腕の部分はそれ以来、開かずの間となっている。
移民管理局があるエリス島で審査中の移民達は、マンハッタン南端部に避難しなければならなかった。負傷者は数百人を数え、7名が犠牲となった。
- ジャージーシティ警察官[5][2]
- リーハイバレー鉄道警察署長[5]
- 生後10週の乳児[2]
- はしけの船長[2]

## 破壊活動
ドイツ人の妨害によるブラック・トム大爆発と関連する事件は、1917年7月の連邦諜報事件として認定された。
現在、リバティ州立公園のビジターセンターの少し東に半円形に配置されたアメリカ国旗とブラック・トム大爆発を記念する碑が設置されている。
今日まで、ブラック・トム大爆発は3つの米国へのテロ攻撃の内の1つとして知られている。他の2つはティモシー・マクベイとテリー・ニコルスによる1995年4月のオクラホマシティ連邦政府ビル爆破事件と、国際テロ組織「アルカイダ」による2001年9月11日のアメリカ同時多発テロ事件である。しかし、ブラック・トムと他の2件が異なるのは、テロリズムによるものではなく、ブラック・トムが主権国家の諜報員による破壊活動による仕業だったことである。

## その後の影響
国立公園局職員の話によれば長期にわたる影響として自由の女神の旅行者へのトーチの閉鎖と、「FBIの設立」であった。
蚊を遠ざけるために、いぶし壺に点火した警備員の内2人は、すぐさま逮捕された。しかしすぐにいぶし壺によって火事が起こったわけではなく、そして爆発が事故ではないことが明白となった。それはミヒャエル・クリストフという名のスロバキア系移民が突き止められたことによる。その男はアメリカが第一次世界大戦に宣戦布告する前に米陸軍で兵役についたが、ドイツ人のためにスーツケースを持ち込むことを認められていた。その男によると、守衛の内2人はドイツの諜報員であるとのことだった。それは多分爆破にドイツ大使ヨハン・ハインリヒ・フォン・ベルンシュトフ伯爵が関与しており、ドイツの諜報員達によって開発された独創的な技術の一つとして、鉛筆爆弾を使うことは、おそらくフランツ・フォン・リンテレン大尉による発案であろうことだった。疑惑はその時は単にドイツの諜報員だけに向けられたが、アニー・ラーシェン事件の余波の後の調査により、ガダルの陰謀とブラック・トム大爆発の関連が明るみに出た。フランツ・フォン・パーペンが両方の事件とも関連にしたことが知られている。諜報活動が知られている海軍の理事会による後の調査は共産分子と同様に、あるいはアイルランドの行動、あるいはインドの行動との関連性を見いだした。
ジョン・J・マクロイの進言により、リーハイ・バレー鉄道はベルリン条約に基づいてドイツとアメリカの混成賠償委員会を通してドイツに対して損害賠償を求めた。委員会は1939年にドイツ帝国に責任があることを認め、損害賠償を出すよう命じた。ドイツは1953年、ついに5,000万ドル（2009年の価値に換算して975,840,978.59ドル）の支払いに同意した。最終的な支払いは1979年に行われた。ウッドロウ・ウィルソン大統領は、再選に立候補して、確かに爆発が破壊活動事件であり、事故ではなかったということを知っていた。そしてウィルソンは戦争反対の政綱上で動いていて、破壊活動が彼の選挙にマイナスの要因を与えたことを認めていた。

## 今日のブラック・トム

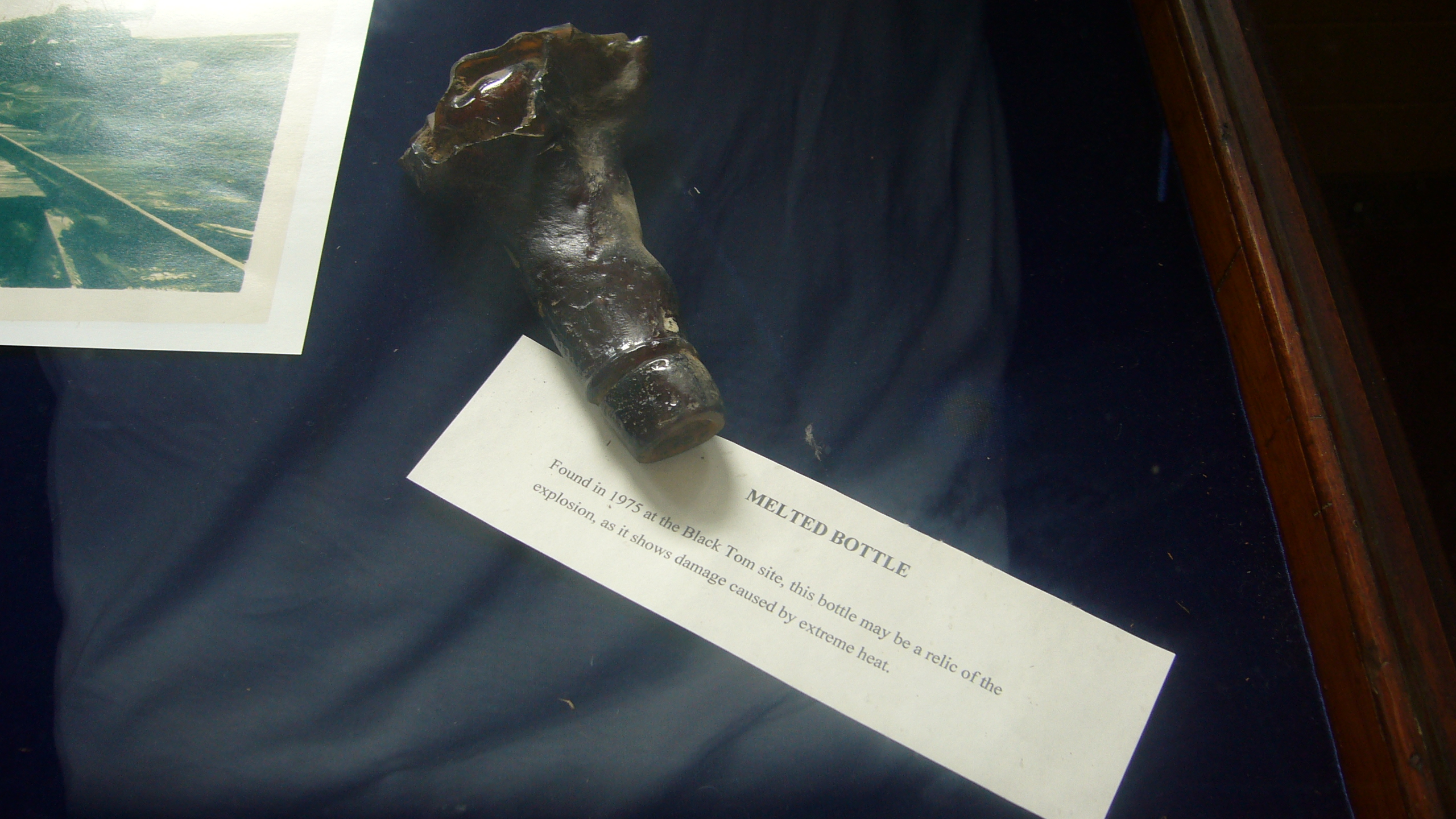
爆発で溶けた瓶

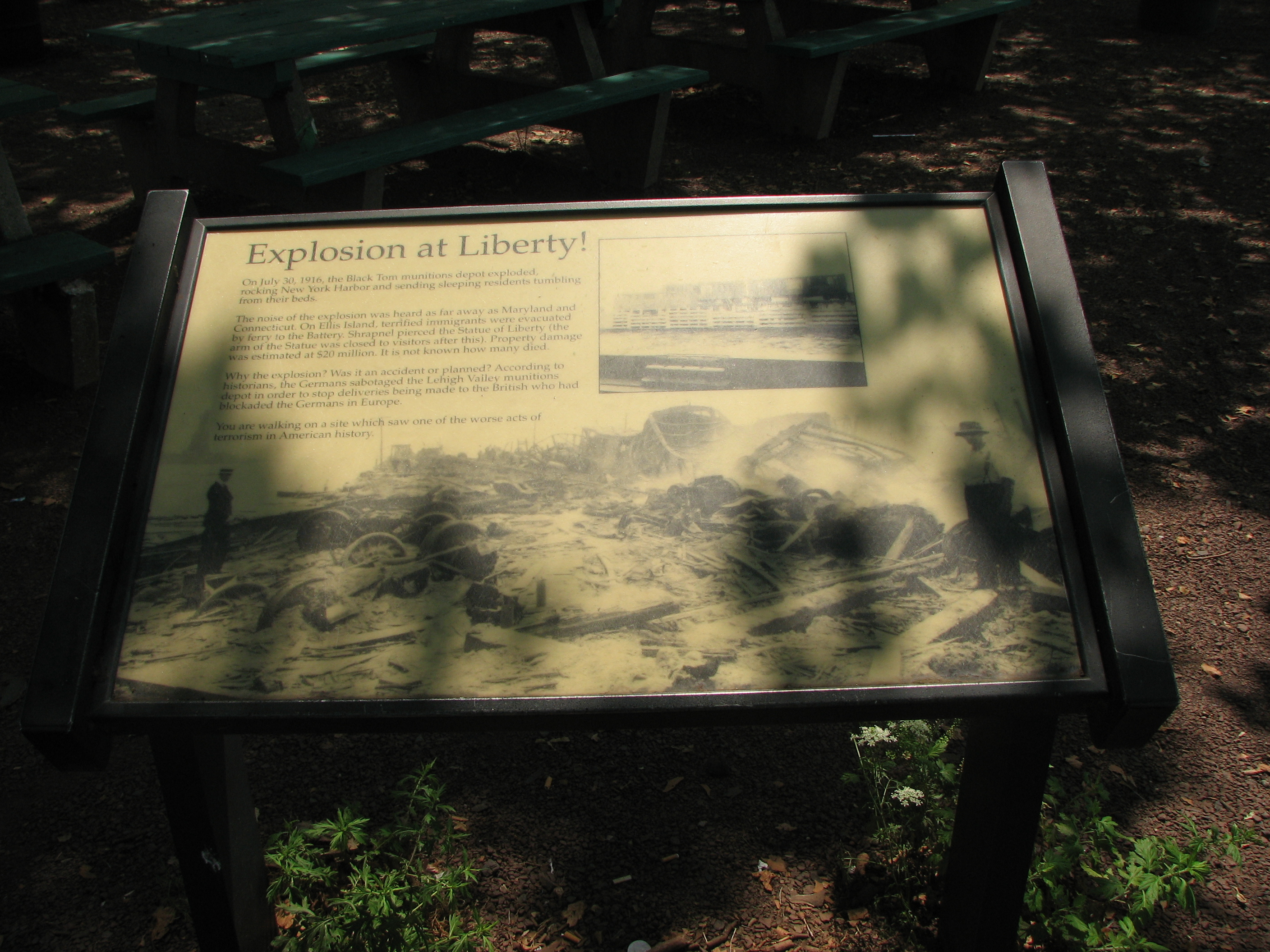
記念碑による詳しい説明

ブラック・トム島は今日リバティ・ステート・パークの一部として訪れることができる。公園は旧産業地と鉄道用地を含み、ブラック・トム島はその北側を埋め立てて造成され、現在は大陸の一部となっている。旧ブラック・トム島は公園の南東にあるモリス・ペイシン通りの区画内にあった。記念碑の設置場所 (北緯40度41分34秒 西経74度03分23秒 / 北緯40.69278度 西経74.05639度) は、爆発の地点を示している。碑銘にはこう記されている。
チェンストホヴァ・カトリック教会の聖母マリアのステンドグラス窓は、攻撃の犠牲者を今も追悼している。